# François Brandt
François Brandt, né le 29 décembre 1874 à Zoeterwoude et mort le 4 juillet 1949 à Naarden, est un rameur d'aviron néerlandais qui participa aux Jeux olympiques de 1900 à Paris où il remporta une médaille d'or et une médaille de bronze. Il est avec Roelof Klein et Hermanus Brockmann le premier néerlandais à remporter un titre olympique.

## Biographie
En 1900, Brandt étudie l'ingénierie civile à Delft, il représente le club d'aviron étudiant LAGA aux Jeux olympiques de 1900 à Paris. Durant l'épreuve de deux avec barreur, Brandt et Klein remplacent leur barreur Hermanus Brockmann par un jeune Français inconnu pesant 33 kg, soit 27 de moins que Brockmann. Ce jeune garçon est donc sûrement le plus jeune champion olympique de l'histoire. Malgré de nombreuses recherches et quelques tentatives d'identification, l'identité de l'enfant reste inconnue.
Brandt remporte aussi avec l'équipe néerlandaise la médaille de bronze au huit avec barreur, derrière les États-Unis et la Belgique. Après ses études, il travaille pour l'industrie ferroviaire jusqu'en 1938. À cette date, il est ordonné évêque de l'Église catholique libérale pour les Pays-Bas et la Belgique.

## Palmarès

### Deux avec barreur
- Paris 1900
  -  Champion olympique de deux avec barreur
  -  Médaillé de bronze de huit avec barreur